# Ryan Anderson
Ryan James Anderson (ur. 6 maja 1988 w Sacramento) – amerykański koszykarz, występujący na pozycji silnego skrzydłowego.

## College
Anderson przez dwa lata grał na uniwersytecie California. Łącznie zagrał dla nich 66 meczów, zdobywając w nich średnio 18,7 punktu i 9 zbiórek w trakcie 33 minut gry. W drugim sezonie został wybrany do drugiej piątki najlepszych zawodników całego kraju przez Sporting News, a także do pierwszej piątki konferencji All-Pac-10. Był najlepszym strzelcem konferencji w drugim roku gry ze średnią 21,1 punktu na mecz. Był pierwszym zawodnikiem w historii uczelni, który w jednym sezonie zdobył 600 punktów i zanotował 300 zbiórek.

## NBA

### New Jersey Nets
26 czerwca 2008 New Jersey Nets wybrali go z 21 numerem draftu. W NBA zadebiutował 29 października w spotkaniu przeciwko Washington Wizards. Zdobył 5 punktów, zanotował 3 zbiórki, 2 asysty, 1 przechwyt i 1 blok. Najlepsze spotkanie zagrał 15 grudnia z Toronto Raptors. Zdobył wtedy 21 punktów, zebrał 9 piłek i zanotował 2 asysty. 10 kwietnia 2009 w meczu przeciwko Detroit Pistons zdobył 20 punktów i trafił rekordowe 5 rzutów za trzy punkty w jednym meczu. Łącznie w całych rozgrywkach zagrał 66 meczów, z czego 30 razy w pierwszej piątce. Grał średnio po 19,9 minut, zdobywając w tym czasie 7,4 punktu i 4,7 zbiórek.

### Orlando Magic
25 czerwca 2009 wymieniony przez New Jersey Nets razem z Vince’em Carterem do Orlando Magic za Rafera Alstona, Tony’ego Battie i Courtneya Lee. W nowych barwach zadebiutował 28 października 2009 w meczu przeciwko Philadelphia 76ers. Zdobył w nim 16 punktów, czterokrotnie trafiając za 3 punkty i zebrał 5 piłek. W całym sezonie dwukrotnie zdobywał po 20 punktów i raz udało mu się trafić 5 rzutów za 3 punkty. W całym sezonie zagrał w 63 meczach, z czego w 6 w pierwszej piątce. Występował po 14,5 minuty na boisku, zdobywając w tym czasie 7,7 punktu i 3,2 zbiorki na mecz. 18 kwietnia zadebiutował w rozgrywkach play-off. W spotkaniu z Charlotte Bobcats zagrał 9 minut, nie zdobywając ani jednego punktu. W 9 rozegranych meczach na boisku grał przez 9,9 minuty na mecz. Zdobywał w tym czasie 2,6 punktu i 3,4 zbiórki.
21 stycznia 2011 wyrównał rekord punktowy, zdobywając 21 oczek przeciwko Toronto Raptors. Występ ten wzbogacił o 10 zbiórek i 1 przechwyt. 30 stycznia 2011 rzucił 23 punkty i zebrał 16 piłek przeciwko Cleveland Cavaliers. Najlepszy strzelecki występ zanotował 10 kwietnia. Rzucił wtedy 28 punktów i zebrał 10 piłek przeciwko Chicago Bulls. W całym sezonie zagrał 64 razy, z czego 14 razy w pierwszej piątce. Zdobywał 10,6 punktu na mecz i notował 5,5 zbiórki. W rozgrywkach play-off nie błyszczał, w sześciu meczach przeciwko Atlanta Hawks tylko raz przekroczył granicę 10 punktów. W 6 meczach grał średnio po 24,5 minuty, zdobywał średnio 4,7 punktu i 4,5 zbiórki na mecz.
W rozgrywkach 2011/12 od początku sezonu był zawodnikiem pierwszej piątki i zagrał w niej we wszystkich meczach. Już w meczu otwarcia przeciwko Oklahoma City Thunder pobił rekord życiowy trafiając 6 razy za 3 punkty. 16 stycznia 2012 w spotkaniu z New York Knicks poprawił ten wynik, trafiając siedmiokrotnie za 3 punkty i dołożył do tego nowy rekord życiowy – 30 punktów. 30 stycznia w spotkaniu przeciwko Philadelphia 76ers zanotował 20 zbiórek, z czego aż 11 na tablicy atakowanej. 26 marca 2012 w starciu z Toronto Raptors pobił rekord celnych rzutów za 3 w jednym meczu. Trafił aż ośmiokrotnie. W całym sezonie zdobywał 16,1 punktu na mecz i notował 7,7 zbiórki.
Za sezon 2011/12 otrzymał nagrodę dla zawodnika, który zrobił największy postęp w swojej grze. Zajął pierwsze miejsce w lidze pod względem liczby celnych rzutów za 3 punkty (166), a także pod względem oddanych (422). W play-off kolejny raz się nie sprawdził i w 5 meczach tylko trzykrotnie przekraczał granicę 10 punktów, ale ani razu jego skuteczność rzutów z gry nie wynosiła nawet 40%. W 5 rozegranych meczach zdobywał 9,6 punktu i dodawał do tego 4,6 zbiórki.

### New Orleans Hornets/Pelicans
11 lipca 2012 podpisał czteroletni kontrakt wart 34 miliony dolarów z Orlando Magic, po czym został wymieniony do New Orleans Pelicans za Gustavo Ayona. W nowych barwach zadebiutował 31 października 2012 w spotkaniu z San Antonio Spurs, zdobywając w nim 11 punktów. 23 listopada w meczu przeciwko Phoenix Suns wyrównał rekord kariery trafiając 8 razy za trzy punkty i pobił rekord strzelecki, zdobywając 34 punkty.

### Houston Rockets
9 lipca 2016 podpisał umowę z Houston Rockets.
31 sierpnia 2018 trafił w wyniku wymiany do Phoenix Suns.
6 lutego 2019 w wyniku transferu dołączył do Miami Heat. 6 lipca opuścił klub. 25 września został po raz kolejny w karierze zawodnikiem Houston Rockets. 18 listopada opuścił klub.

## Osiągnięcia
Stan na 21 listopada 2019, na podstawie, o ile nie zaznaczono inaczej.
NCAA
- Most Outstanding Player (MOP=MVP) turnieju Great Alaska Shootout (2007)
- Zaliczony do:
  - I składu:
    - Pac-10 (2008)
    - turnieju Pac-10 (2007)
    - pierwszoroczniaków Pac-10 (2007)

  - II składu All-American (2008 przez Sporting News)
  - składu All-Pac-12 Honorable Mention (2007)

NBA
- Zawodnik, który poczynił największy postęp (2012)[29]
- Uczestnik konkursu rzutów za 3 punkty (2012, 2013)

## Statystyki

### NCAA
Na podstawie.
| Sezon   | Drużyna    | M  | S5 | MPG  | FG%   | 3P%   | FT%   | RPG | APG | SPG | BPG | PPG  |
| ------- | ---------- | -- | -- | ---- | ----- | ----- | ----- | --- | --- | --- | --- | ---- |
| 2006/07 | California | 33 | 33 | 33,2 | 47,6% | 38,2% | 79,8% | 8,2 | 0,5 | 0,7 | 0,5 | 16,3 |
| 2007/08 | California | 33 | 33 | 32,8 | 49,0% | 41,0% | 86,9% | 9,9 | 1,4 | 0,4 | 0,5 | 21,1 |
| Razem   |            | 66 | 66 | 33,0 | 48,4% | 39,6% | 84,1% | 9,0 | 1,0 | 0,5 | 0,5 | 18,7 |

### NBA
Na podstawie.

#### Sezon regularny
| Sezon   | Drużyna     | M   | S5  | MPG  | FG%   | 3P%   | FT%   | RPG | APG | SPG | BPG | PPG  |
| ------- | ----------- | --- | --- | ---- | ----- | ----- | ----- | --- | --- | --- | --- | ---- |
| 2008/09 | New Jersey  | 66  | 30  | 19,9 | 39,3% | 36,5% | 84,5% | 4,7 | 0,8 | 0,7 | 0,3 | 7,4  |
| 2009/10 | Orlando     | 63  | 6   | 14,5 | 43,6% | 37,0% | 86,6% | 3,2 | 0,6 | 0,4 | 0,2 | 7,7  |
| 2010/11 | Orlando     | 64  | 14  | 22,3 | 43,0% | 39,3% | 81,2% | 5,5 | 0,8 | 0,5 | 0,6 | 10,6 |
| 2011/12 | Orlando     | 61  | 61  | 32,2 | 43,9% | 39,3% | 87,7% | 7,7 | 0,9 | 0,8 | 0,4 | 16,1 |
| 2012/13 | New Orleans | 81  | 22  | 30,9 | 42,3% | 38,2% | 84,4% | 6,4 | 1,2 | 0,5 | 0,4 | 16,2 |
| 2013/14 | New Orleans | 22  | 14  | 36,1 | 43,8% | 40,9% | 95,2% | 6,5 | 0,8 | 0,5 | 0,3 | 19,8 |
| 2014/15 | New Orleans | 61  | 5   | 27,5 | 39,9% | 34,0% | 85,4% | 4,8 | 0,9 | 0,5 | 0,3 | 13,7 |
| 2015/16 | New Orleans | 66  | 7   | 30,4 | 42,7% | 36,6% | 87,3% | 6,0 | 1,1 | 0,6 | 0,4 | 17,0 |
| 2016/17 | Houston     | 72  | 72  | 29,4 | 41,8% | 40,3% | 86,0% | 4,6 | 0,9 | 0,4 | 0,2 | 13,6 |
| 2017/18 | Houston     | 66  | 50  | 26,1 | 43,1% | 38,6% | 77,4% | 5,0 | 0,9 | 0,4 | 0,3 | 9,3  |
| 2018/19 | Phoenix     | 15  | 8   | 18,5 | 31,7% | 20,6% | 78,6% | 3,0 | 1,1 | 0,2 | 0,1 | 3,7  |
| 2018/19 | Miami       | 10  | 0   | 4,4  | 22,2% | 33,3% | 50,0% | 0,9 | 0,2 | 0,1 | 0,0 | 0,7  |
| 2019/20 | Houston     | 2   | 0   | 7,0  | 28,6% | 20,0% | –     | 3,5 | 1,0 | 0,5 | 0,0 | 2,5  |
| Razem   |             | 649 | 289 | 25,8 | 42,2% | 38,0% | 85,4% | 5,3 | 0,9 | 0,5 | 0,3 | 12,3 |

#### Play-offy
| Sezon | Drużyna     | M  | S5 | MPG  | FG%   | 3P%   | FT%   | RPG | APG | SPG | BPG | PPG  |
| ----- | ----------- | -- | -- | ---- | ----- | ----- | ----- | --- | --- | --- | --- | ---- |
| 2010  | Orlando     | 9  | 0  | 9,9  | 31,0% | 28,6% | 100%  | 3,4 | 0,3 | 0,2 | 0,2 | 2,6  |
| 2011  | Orlando     | 6  | 0  | 24,5 | 26,7% | 30,0% | 100%  | 4,5 | 0,5 | 0,8 | 0,2 | 4,7  |
| 2012  | Orlando     | 5  | 5  | 34,4 | 34,1% | 40,0% | 85,7% | 4,6 | 0,8 | 0,6 | 0,4 | 9,6  |
| 2015  | New Orleans | 4  | 0  | 23,8 | 44,4% | 41,7% | 100%  | 4,3 | 2,3 | 0,0 | 0,5 | 10,8 |
| 2017  | Houston     | 11 | 9  | 30,5 | 39,1% | 28,3% | 87,5% | 5,2 | 0,6 | 0,4 | 0,2 | 9,4  |
| 2018  | Houston     | 11 | 0  | 8,6  | 35,0% | 33,3% | –     | 1,2 | 0,5 | 0,3 | 0,1 | 1,7  |
| Razem |             | 46 | 14 | 20,3 | 36,3% | 32,5% | 91,7% | 3,7 | 0,7 | 0,4 | 0,2 | 5,7  |